# Afganopogon lindbergi
Afganopogon lindbergi là một loài ruồi trong họ Asilidae. Afganopogon lindbergi được Hradský miêu tả năm 1962. Loài này phân bố ở vùng Cổ Bắc giới và châu Á.